# Kunszentmiklós-Tass (nádraží)
Kunszentmiklós-Tass je železniční stanice v maďarském městě Kunszentmiklós, které se nachází v župě Bács-Kiskun. Stanice byla otevřena v roce 1882, kdy byla zprovozněna trať mezi Budapeští a Bělehradem.

## Provozní informace
Stanice má pouze 4 sypané nástupiště. Ve stanici je možnost zakoupení si jízdenky a je elektrifikovaná střídavým proudem 25 kV, 50 Hz. Provozuje ji společnost MÁV.

## Doprava
Stanice je hlavním nádražím ve městě. Zastavují zde 2 páry mezinárodních expresů v trase Budapešť–Subotica. Dále zde zastavuje několik osobních vlaků do Budapešti a Kelebie.

## Tratě
Stanicí procházejí tyto tratě:
- Budapešť–Kunszentmiklós-Tass–Kelebia (MÁV 150)
- Kunszentmiklós-Tass–Solt–Dunapataj (MÁV 151)

## Galerie

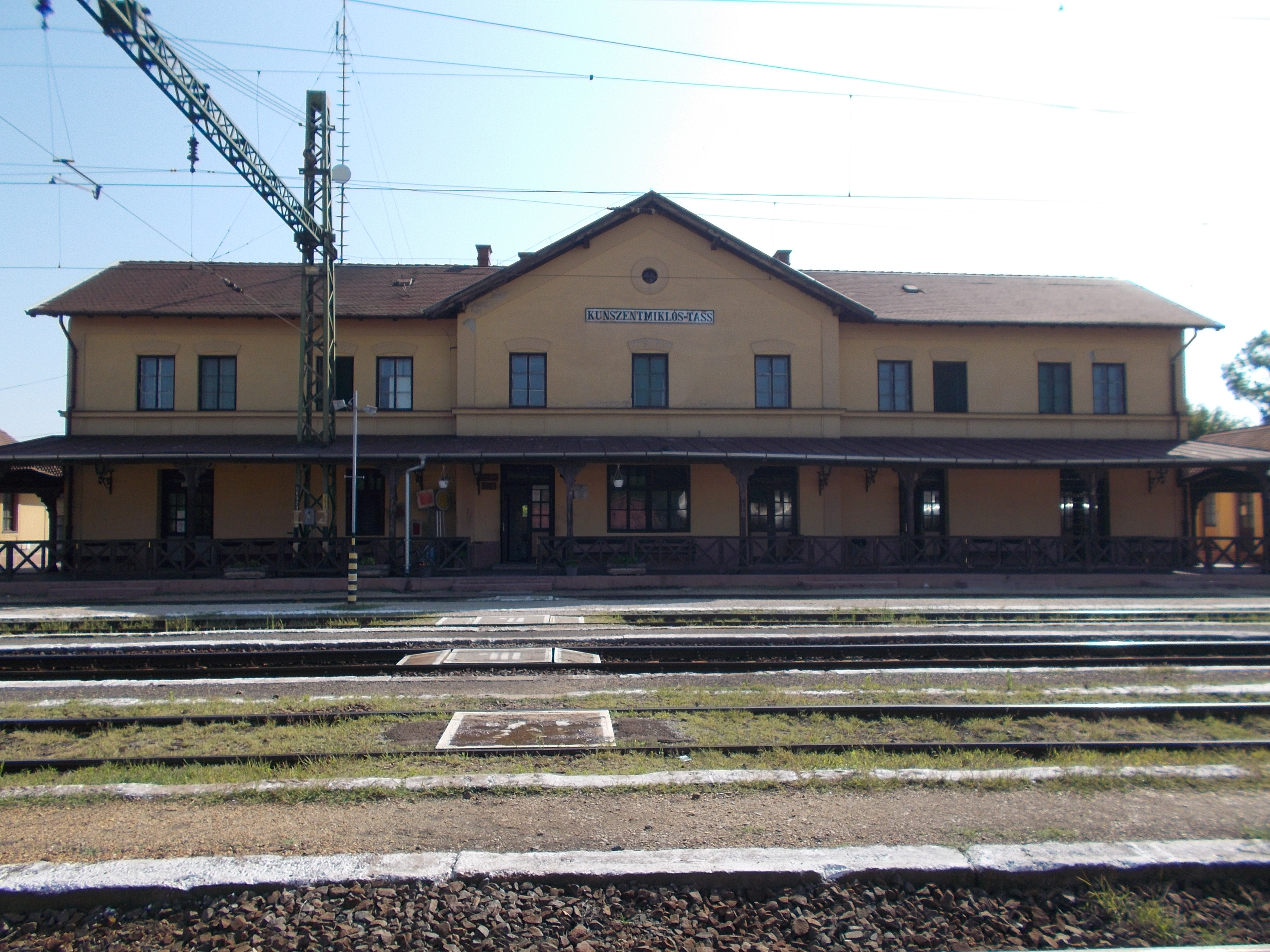
Staniční budova.
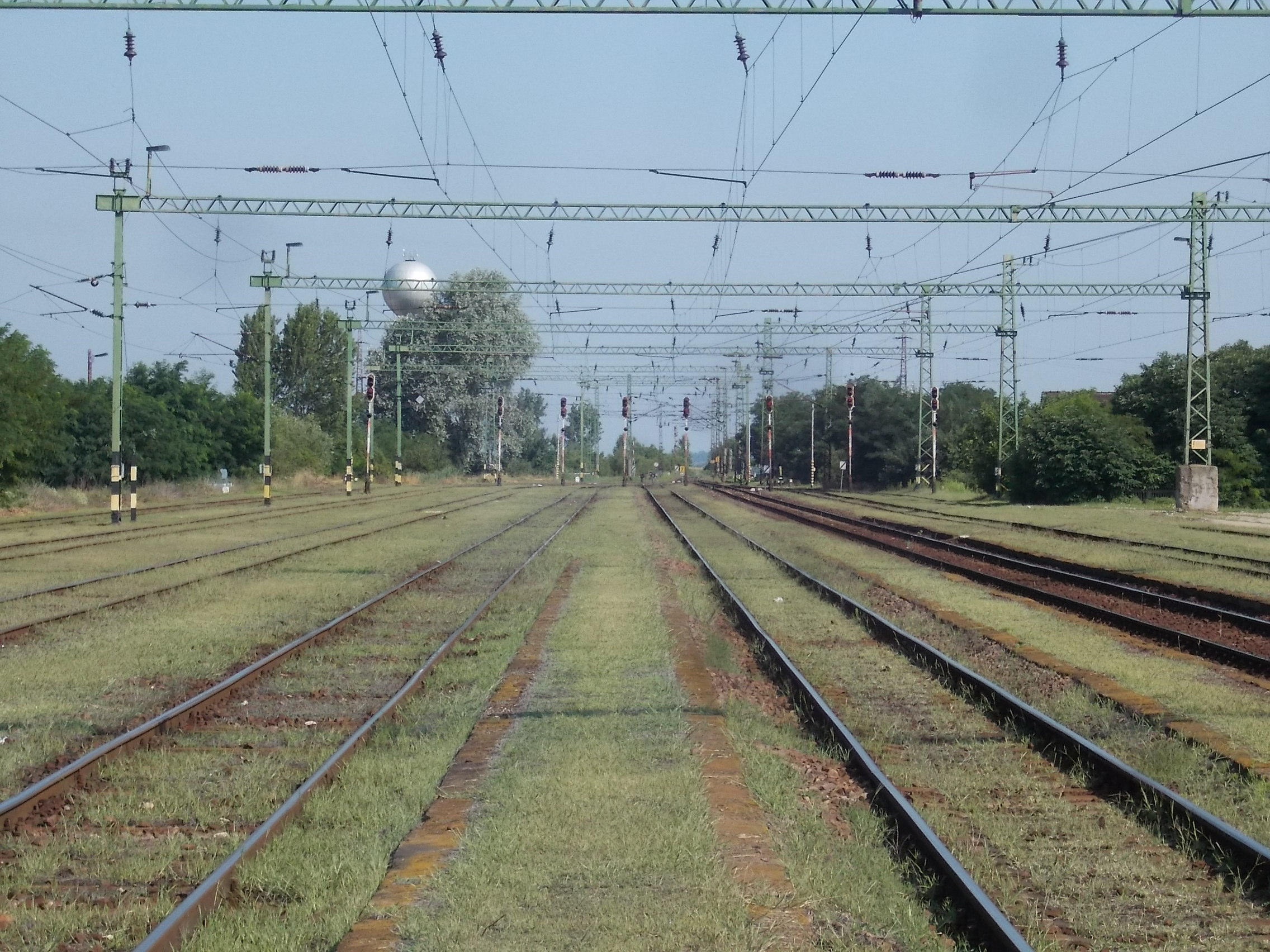
Pohled na stanici.
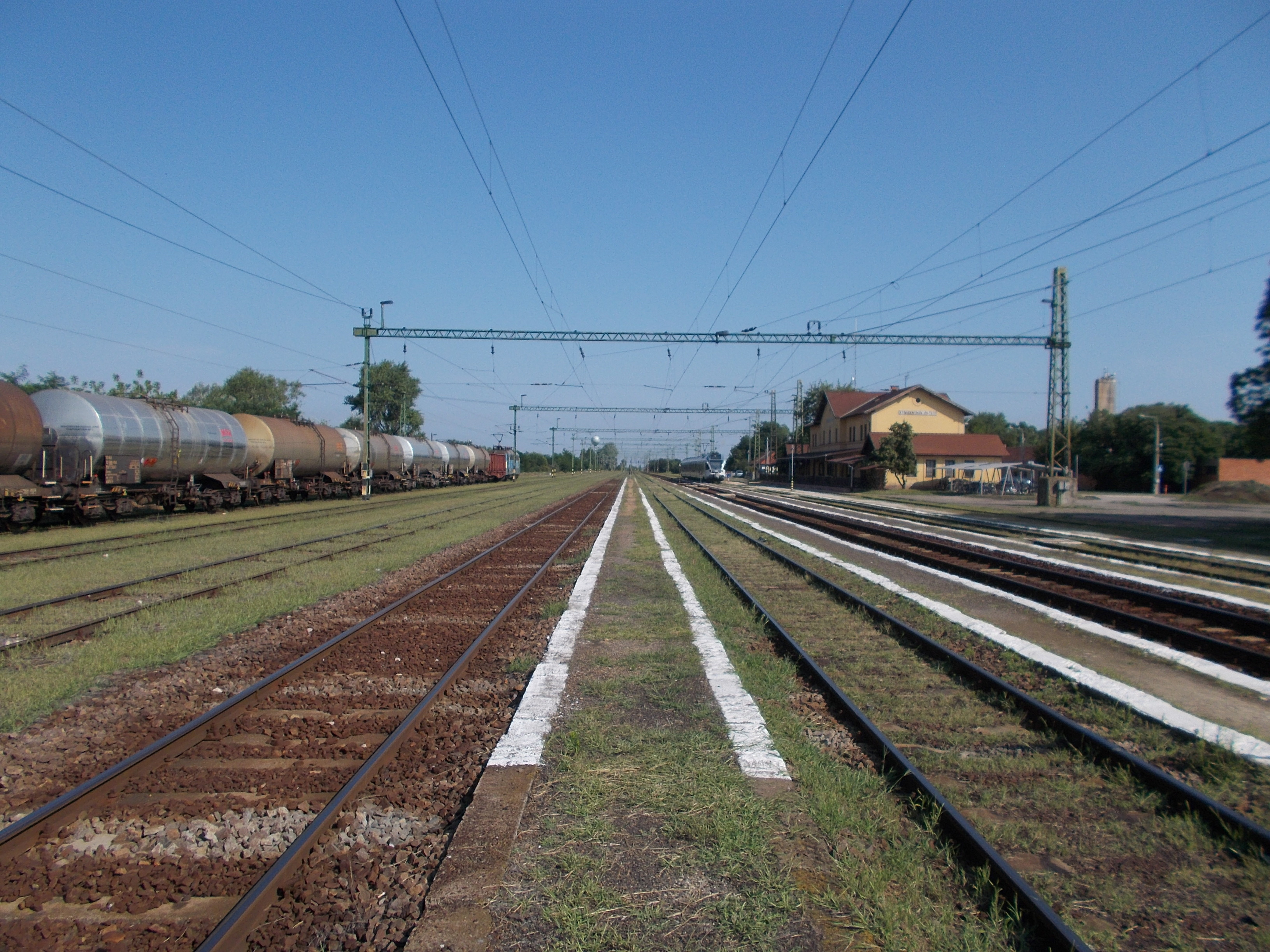
Pohled na stanici.
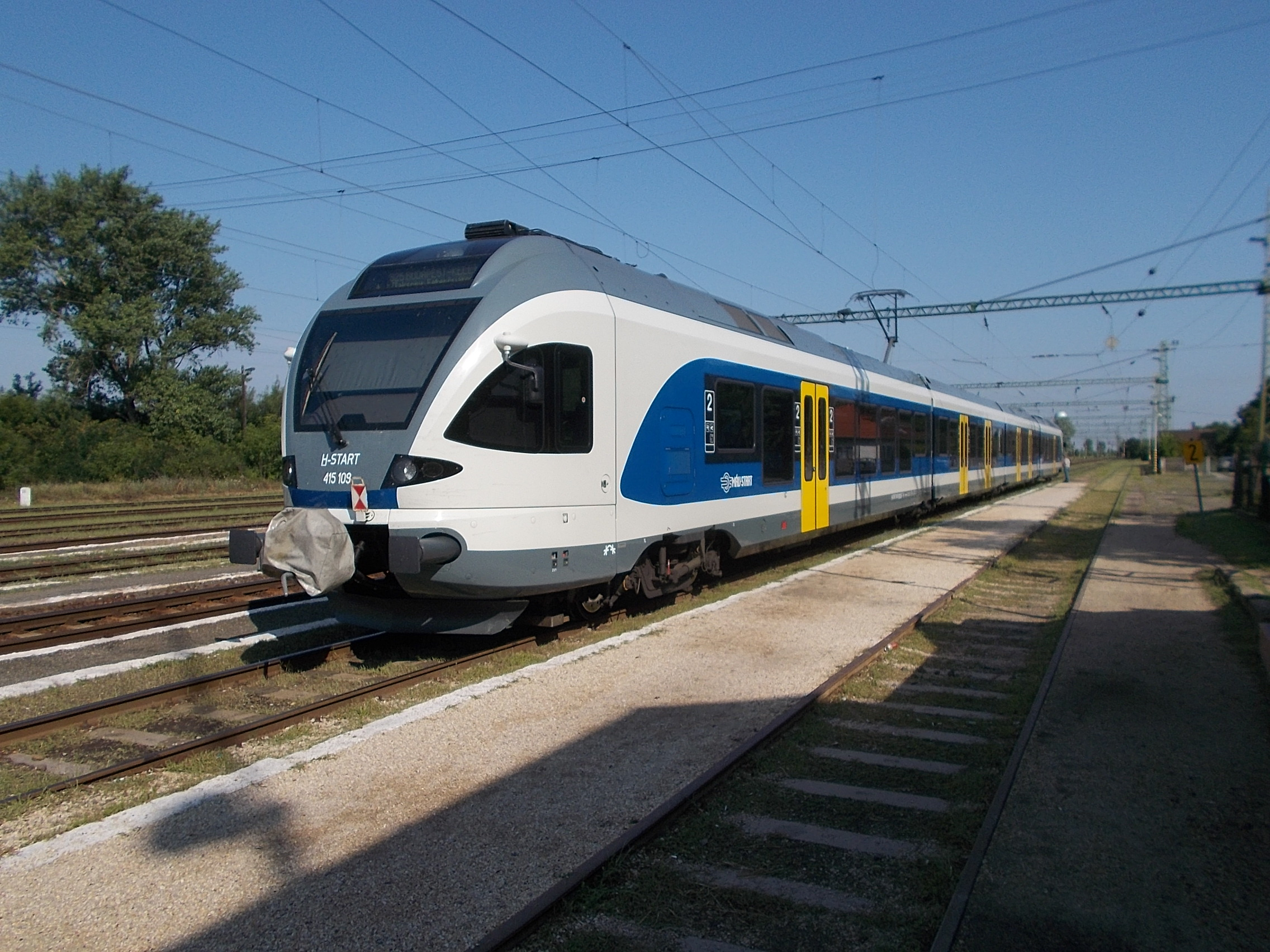
Elektrická jednotka FLIRT ve stanici.
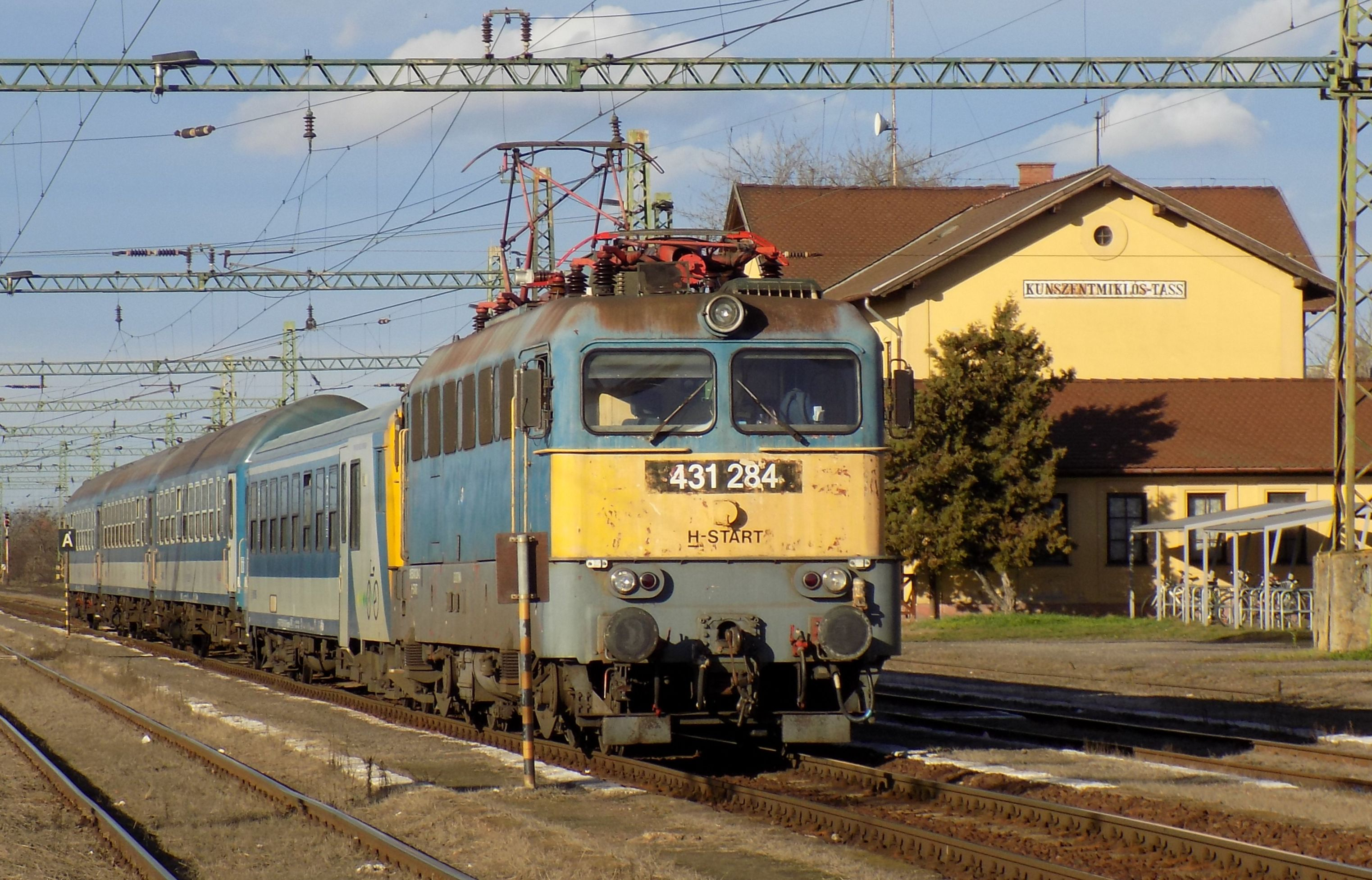
Rychlík s lokomotivou 431.284 ve stanici.